# Panchito Pistoles
Panchito Pistoles, de son vrai nom Panchito Romero Miguel Junipero Francisco Quintero Gonzalez, est un personnage de fiction de l'univers des canards créé par les studios Disney.

## Description
Créé en 1943 afin d'inciter les pays d'Amérique latine à combattre aux côtés des États-Unis lors de la Seconde Guerre mondiale, ce coq mexicain est apparu pour la première fois dans La Piñata, une histoire publiée dans Walt Disney's Comics and Stories n° 35 et servant de teaser au film Les Trois Caballeros. Il apparait par la suite au cinéma en décembre 1944 dans le long-métrage d'animation Les Trois Caballeros aux côtés du perroquet brésilien José Carioca et de Donald Duck. Dans ce film, il est animé par Ward Kimball.
Toujours prompt à manier la gâchette, il est le héros de nombreuses bandes dessinées dès novembre 1943 dont Panchito Meets Clara Cluck sous les pinceaux de Ken Hultgren, en compagnie de son cheval Señor Martinez.
Le dessinateur et scénariste Don Rosa a créé deux histoires mettant en scène Donald et les deux autres caballeros : Le Retour des Trois Caballeros (The Three Caballeros Ride Again) en 2000 et Les Sept fantastiques Caballeros (moins quatre) (The Magnificent Seven (Minus Four) Caballeros!) en 2005.
À la télévision, il apparaît à plusieurs reprises dans des émissions spéciales des années 1950 et 1960, ainsi que dans Disney's tous en boîte en 2001.
À Walt Disney World Resort (Floride, États-Unis), Panchito Pistoles est présent au Pavillon mexicain d'Epcot dans l'attraction Gran Fiesta Tour Starring The Three Caballeros depuis sa réouverture en avril 2007. Dans le scénario, Panchito Pistoles et son compagnon José Carioca recherchent Donald à travers le Mexique et ses lieux célèbres.
Au sein du Disney's Coronado Springs Resort, un magasin de souvenirs porte le nom de Panchito's Gifts and Sundries et s'accompagne de Panchito Pistoles sur sa façade.
Panchito Pistoles apparait également dans les versions de Hong Kong Disneyland et Disneyland (Californie, États-Unis) de l'attraction It's a Small World.
Dans le jeu vidéo Disney Speedstorm sorti en 2023, il apparaît aux côtés de José Carioca en tant que équipier de rareté épique pouvant seulement être assigné à Donald Duck, ce qui octroie une augmentation de toutes ses statistiques et une compétence dès le début de la course à ce dernier.

## Filmographie
- 1944 : Les Trois Caballeros (The Three Caballeros)
- 2001-2004 : Disney's tous en boîte (Disney's House of Mouse) (série télévisée)
- 2011-2016 : La Boutique de Minnie (Minnie's Bow-Toons) (série télévisée)
- 2013-2019 : Mickey Mouse (série télévisée)
- 2017-2021 : La Bande à Picsou (DuckTales) (série télévisée)
- 2017-En cours : Mickey et ses amis : Top Départ ! (Mickey and the Roadster Racers) (série télévisée)
- 2018 : La Légende des Trois Caballeros (Legend of the Three Caballeros) (série télévisée)

## La voix de Panchito

### Voix originales
- Joaquin Garay (Les Trois Caballeros)
- Carlos Alazraqui (Disney's tous en boîte, La Boutique de Minnie, Mickey et ses amis : Top Départ !)
- Arturo del Puerto (La Bande à Picsou)
- Jaime Camil (La Légende des Trois Caballeros)

### Voix françaises
- Bernard Alane (Les Trois Caballeros) (3e doublage) (voix parlée)
- Olivier Constantin (Les Trois Caballeros) (3e doublage) (voix chantée)
- Michel Mella (Disney's tous en boîte)
- Bernard Gabay (La Bande à Picsou, La Légende des Trois Caballeros)

## My name is Panchito
"My name is Panchito", ou "Je m'appelle Panchito" est une chanson de l'épisode 3 de la série télévisée d'animation Disney's tous en boîte dans laquelle Panchito explique les origines de son prénom. (On peut noter en passant que la nouvelle version de la chanson "We are the Three Caballeros" présente dans la VO a été supprimée de la VF).
On y apprend, entre autres, que son père se nomme Miguel, que l'un des cousins s'appelle Romero, que le frère préféré de sa mère est Junipero et que le nom du prêtre qui a marié ses parents était Francisco Quintero.